# Zuid-Willemsvaart
Zuid-Willemsvaart är en kanal i Belgien, på gränsen till Nederländerna. Den ligger i den östra delen av landet, 90 km öster om huvudstaden Bryssel.
Runt Zuid-Willemsvaart är det i huvudsak tätbebyggt. Runt Zuid-Willemsvaart är det mycket tätbefolkat, med 1 313 invånare per kvadratkilometer.